# Бобслей на зимових Олімпійських іграх 2006 — двійки (чоловіки)
Змагання чоловіків на бобах-двійках в програмі Зимових Олімпійських ігор 2006 в Турині (Італія)відбулися 18 та 19 лютого 2006 року в  Чезана-Паріоль.

## Рекорди
МОК не вважає, що бобслейний час може бути олімпійським рекордом, а МФБС реєструє рекорди для розгону і повного проїзду на кожному треку, де проводить змагання.
Перед цими змаганнями рекорди треку Чезана-Паріоль були такими:
| Тип    | Дата          | Команда                   | Час   |
| ------ | ------------- | ------------------------- | ----- |
| Розгін | 22 січня 2005 | П'єр Людерс Лассель Браун | 4.77  |
| Проїзд | 22 січня 2005 | Мартін Аннен Беат Гефті   | 56.55 |

Під час цих змагань встановлені такі рекорди:
| Тип    | Дата      | Заїзд | Команда                                        | Час   |
| ------ | --------- | ----- | ---------------------------------------------- | ----- |
| Розгін | 18 лютого | 1     | Росія (RUS-1) Олександр Зубков Олексій Воєвода | 4.76  |
| Проїзд | 18 Лютого | 1     | Швейцарія (SUI-1) Мартін Аннен Беат Гефті      | 55.54 |
| Проїзд | 18 лютого | 1     | Росія (RUS-1) Олександр Зубков Олексій Воєвода | 55.54 |
| Проїзд | 18 лютого | 1     | Німеччина (GER-1) Андре Ланге Кевін Куске      | 55.28 |

Російська команда Зубкова і Воєводи повторила рекорд треку, який за два боби до них встановили Аннен і Гефті, але наступна команда Ланге і Куске побила його на 0,26 с.

## Результати
Змагання розпочали 29 команд, які виконали по заїзди, потім 20 найкращих виконали четвертий. Сумарний час усіх чотирьох заїздів використовувався для визначення фінального положення.
| Місце | Країна            | Спортсмени                         | Заїзд 1 | Заїзд 2 | Заїзд 3 | Заїзд 4 | Загалом |
| ----- | ----------------- | ---------------------------------- | ------- | ------- | ------- | ------- | ------- |
| 1     | Німеччина (GER-1) | Андре Ланге Кевін Куске            | 55.28   | 55.73   | 56.01   | 56.36   | 3:43.38 |
| 2     | Канада (CAN-1)    | П'єр Людерс Лассель Браун          | 55.57   | 55.50   | 56.11   | 56.41   | 3:43.59 |
| 3     | Швейцарія (SUI-1) | Мартін Аннен Беат Гефті            | 55.54   | 55.67   | 56.18   | 56.34   | 3:43.73 |
| 4     | Росія (RUS-1)     | Олександр Зубков Олексій Воєвода   | 55.54   | 55.85   | 56.12   | 56.49   | 3:44.00 |
| 5     | Німеччина (GER-2) | Маттіас Гефнер Марк Кюне           | 55.56   | 55.82   | 56.24   | 56.63   | 3:44.25 |
| 6     | Латвія (LAT-1)    | Яніс Мінінс Даумантс Дрейшкенс     | 55.94   | 55.84   | 56.16   | 56.69   | 3:44.63 |
| 7     | США (USA-1)       | Тодд Гейс Павле Йованович          | 55.81   | 55.72   | 56.31   | 56.88   | 3:44.72 |
| 8     | Швейцарія (SUI-2) | Іво Рюеґґ Седрік Ґранд             | 55.85   | 55.74   | 56.37   | 56.90   | 3:44.86 |
| 9     | Італія (ITA-1)    | Сімоне Бертаццо Маттео Торчіо      | 55.78   | 55.99   | 56.43   | 56.95   | 3:45.15 |
| 10    | Австрія (AUT-1)   | Вольфганг Штампфер Клаус Зелос     | 55.92   | 55.94   | 56.57   | 56.90   | 3:45.33 |
| 11    | Канада (CAN-2)    | Серж Депре Девід Біссетт           | 56.13   | 55.92   | 56.69   | 56.93   | 3:45.67 |
| 12    | Монако            | Патріс Сервель Жеремі Боттен       | 56.21   | 56.13   | 56.67   | 57.08   | 3:46.09 |
| 13    | Італія (ITA-2)    | Фабріціо Тосіні Самуеле Романіні   | 56.06   | 56.02   | 56.93   | 57.10   | 3:46.11 |
| 14    | США (USA-2)       | Стівен Голкомб Білл Шуффенгауер    | 56.16   | 55.96   | 57.05   | 57.04   | 3:46.21 |
| 15    | Велика Британія   | Лі Джонстон Ден Гамфріс            | 56.22   | 55.84   | 57.20   | 57.08   | 3:46.34 |
| 16    | Чехія (CZE-1)     | Іво Данилевич Роман Гомола         | 56.40   | 56.24   | 56.99   | 57.12   | 3:46.75 |
| 17    | Австрія (AUT-2)   | Юрген Лоакер Гергард Келер         | 56.29   | 56.22   | 57.07   | 57.69   | 3:47.27 |
| 18    | Росія (RUS-2)     | Євген Попов Роман Орешников        | 56.56   | 56.50   | 56.98   | 57.29   | 3:47.33 |
| 19    | Нідерланди        | Аренд Глас Сібрен Янсма            | 56.70   | 56.54   | 56.95   | 57.17   | 3:47.36 |
| 20    | Латвія (LAT-2)    | Гатіс Гутс Інтарс Дікманіс         | 56.37   | 56.36   | 57.05   | 57.73   | 3:47.51 |
| 21    | Франція           | Брюно Мінжон Стефан Гальбер        | 56.49   | 56.75   | 57.11   | —       | —       |
| 22    | Австралія         | Джеремі Роллстоун Шейн Маккензі    | 56.77   | 56.59   | 57.22   | —       | —       |
| 23    | Нова Зеландія     | Алан Гендерсон Меттью Деллоу       | 56.61   | 56.79   | 57.46   | —       | —       |
| 24    | Румунія (ROM-1)   | Ніколае Істрате Адріан Думінічеl   | 56.82   | 56.90   | 57.65   | —       | —       |
| 25    | Словаччина        | Мілан Ягнешак Віктор Раєк          | 56.81   | 57.12   | 57.81   | —       | —       |
| 26    | Румунія (ROM-2)   | Міхай Ілієску Левенте Андрей Барта | 57.22   | 57.09   | 57.63   | —       | —       |
| 27    | Японія            | Сугуру Кійокава Рюіті Кобаясі      | 57.27   | 57.02   | 57.90   | —       | —       |
| 28    | Чехія (CZE-2)     | Мілош Веселий Ян Коб'ян            | 56.93   | 57.49   | 58.28   | —       | —       |
| 29    | Угорщина          | Мартон Дьюлай Берталан Пінтер      | 57.25   | 57.36   | 58.40   | —       | —       |